# Heroi del Treball Socialista

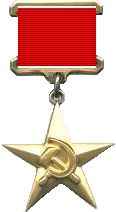
L'Estrella d'Heroi del Treball Socialista

Heroi del Treball Socialista (en rus Герой Социалистического Труда, transcrit com a Gueroi Sotsialistítxeskogo Trudà) era un títol honorífic a la Unió de Repúbliques Socialistes Soviètiques, la màxima distinció per a progressos excepcionals en la cultura i economia del país. Va ser establerta pel Decret de la Presidència del Soviet Suprem de l'URSS del 27 de desembre del 1938. Mitjançant el Decret de 22 de maig de 1940 s'instituí la medalla "Falç i Martell", i els estatuts del títol es van confirmar en una nova redacció el 14 de maig de 1973.
Era atorgada a les persones que hagin manifestat un heroisme laboral per l'activitat especialment innovadora que es destaqui en una aportació important a l'augment de l'eficiència de la producció pública, la contribució de l'elevació de l'economia nacional, la indústria, l'agricultura, el transport, la tecnologia i el comerç soviètics, potenciant així el progrés i la glòria de la Unió Soviètica.
Era presentada de forma individual o col·lectiva.
És el títol superior en els camps de la formació cultural, econòmica i social, i només pot ser atorgada per la Presidència del Soviet Suprem de l'URSS, i només la Presidència del Soviet Suprem podia retirar-li el títol a algú.
Els receptors del títol d'Heroi del Treball reben:
- L'Estrella d'Heroi del Treball
- L'Orde de Lenin
- Un certificat de la Presidència del Soviet Suprem de l'URSS

Entre els privilegis que garantia, s'incloïa una pensió en cas de la mort de l'heroi, primera prioritat en la llista d'habitatges, reducció del 50% de la renda, taxes d'impostos reduïdes, bitllets de 1a classe gratuïts, transport gratuït en bus, i beneficis en salut i entreteniment.
L'Estrella penja a l'esquerra del pit, i se situa per damunt de tota la resta d'ordes i medalles de l'URSS.
El títol d'Heroi del Treball Socialista és gairebé en tot anàleg al d'Heroi de la Unió Soviètica, car ambdós tenen una posició semblant, les condecoracions són molt semblants, així com els privilegis. Tanmateix, a diferència d'aquell, el títol d'Heroi del Treball no pot ser concedit a ciutadans estrangers.

## Història
El terme "heroi del treball" va aparèixer el 1921, quan van ser nomenats així centenars dels millors obrers de Moscou i Petrograd. Aquest terme es trobava als diaris i era posat al capdavant dels certificats que s'atorgaven als obrers. El 1922 la combinació "Hera Truda" va ser col·locada sobre la condecoració de l'Orde de la Bandera Roja del Treball de la RSFSR.
Per decisió del Comitè Executiu Central de l'URSS i del Consell dels Comissaris del Poble de l'URSS del 27 de juliol de 1927, el títol "Hera Truda" quedava instituït per ser atorgat a aquells que tinguessin uns mèrits especials i haguessin treballat almenys 35 anys. El títol era concedit per la Presidència de l'URSS o de la república de la Unió.
Després de 10 anys, el 27 de desembre de 1938, la Presidència del Soviet Suprem de l'URSS creà el títol d'Heroi del Treball Socialista. Ara, a més del certificat s'atorgaria l'Orde de Lenin, igual que es feia als Herois de la Unió Soviètica. La condecoració va ser instituïda per Decret de 22 de maig de 1940. El seu autor va ser el pintor A. Pomanski.
El primer decret de concessió va ser el 20 de desembre de 1939, sent atorgada al Secretari General del Comitè Central del Partit, Ióssif Stalin, sent-li atorgada la medalla n.1.
Durant gairebé 10 anys va ser concedit exclusivament pels mèrits en la creació i introducció d'armament o per l'heroisme laboral durant els anys de guerra. La medalla n.2 va ser concedida el 2 de gener de 1940 al constructor armamentístic V.A. Degtjarev. Segons decret de 28 d'octubre la reberen els constructor d'avions N.N. Polikarpov i A.S. Iakovlev, els constructors de peces d'artilleria V.G. Grabin, M.J. Krupchatnikov, I.I. Ivanov i els constructors de motors d'avió A.A. Mikulin i M.J.Klimov.
La següent concessió va ser l'1 d'agost de 1941 per l'acadèmic S.A. Txapligini, un dels fundadors de l'aerodinàmica i organitzador de les proves d'avions de combat. Posteriorment també la rebria el Comissari del Poble per l'Armament D. Ustinov (que la rebria fins a 3 cops, el 1942, el 1961 i el 1978), el Comissari del Poble per Pertrets B.L. Vannikovu (que la rebria fins a 3 cops el 1942, el 1949 i el 1954) i A.A. Motozovu, un dels pares del tanc T-34.
A 1943 es concedí a diversos membres del Partit: el Comissari del Poble d'Afers Exteriors V. Molotov, el Comissari del Poble d'Afers Interns L.P. Béria, el Comissari del Poble de la Siderúrgia I.V. Tevosjan o el Comissari del Poble del Carbó V.V. Varuixev. El 5 de novembre de 1943 va fer-se una de les primeres concessions en massa, sent atorgada a 137 treballadors ferroviaris. En total, durant el període de pre-guerra i durant la Guerra va ser atorgada a 201 persones.
El 1947 va ser atorgat per primer cop a un grup de treballadors de kolkhozos pels alts índex de les collites; i el 1949 s'atorgà per únic cop a dos estudiants agrònoms: a Tursunali Matkazilovu per la recollida rècord de cotó (90 quintals mètrics d'una hectàrea) i a Natele Txelebadze.
A l'estiu de 1949, després dels èxits en els proves de la primera bomba atòmica soviètica, la van rebre els seus fundadors, I.V. Kurchatov, J.B., Zeldovitx, J.B. Hariton i K.I. Xelkin.
El 1964 es concedí per primer cop a un home de la cultura: l'escultor S.T. Konenkovu.
El 1961, amb els èxits del programa espacial soviètic, va ser concedida als seus responsables: el cap de les obres C.I. Reina, el vicepresident del Consell de Ministres de l'URSS (supervisor de la construcció dels coets) D.F. Ustinov, o Leonid Bréjnev, enllaç del PCUS.
Pel decret de la Presidència del Soviet Suprem de l'URSS del 14 de maig de 1973 es retirà la restricció de concedir un màxim de 3 distincions d'Heroi del Treball Socialista, vigent des del 1940; però mai no s'aprofità.
Entre els màxims receptors del Títol trobem a 16 persones amb 3 distincions: els acadèmics A.P. Aleksandrov (1954, 1960, 1973), M.V. Keldysh (1953, 1961, 1971), J.B. Zeldovitx, I.V. Kurtxatov (1949, 1951, 1954), A.D. Saharov (1953, 1956, 1962), J.B. Hariton, el constructor de tancs pesats N.L. Duhov (1945, 1949, 1954); els constructors aeronàutics S.V. Iljuixin (1941, 1957, 1974) i A.N. Tupolev (1945, 1957, 1972); el Comissari del Poble per Pertrets B.L. Vannikovu (1942, 1961, 1978); els Ministres de Construcció de Maquinària Mitjana B.L. Vànnikov (1942, 1949, 1954) i E.P. Slavskij (1949, 1954, 1962); el 1r Secretari del Comitè Central del Partit de l'RSS del Kazakhstan D.A. Kunaev (1972, 1976, 1982), el President del Kolkhoz Uzbek X. Tursunkulov (1948, 1951, 1957), els 1r Secretaris del Comitè Central del PCUS Khrusxov (1954, 1957, 1964) i Txernenko (1976, 1981, 1984).
Onze persones van rebre ambdós títols d'Heroi de la Unió Soviètica i Heroi del Treball Socialista: Stalin, Khrusxov, Bréjnev, D.F. Ustinov, K.E. Voroixilov, l'aviadora V.S. Grizodubova, el General d'Exèrcit I.M. Tretjak, el 1r Secretari del Comitè Central del Partit a Belarús P.M. Maixerov, el President del Kolkhoz K.O. Orlovskij, el director del Sovjós V.I. Golovtxenko i el mecànic P.A. Trajnin.
En total, va ser atorgada a més de 19.000 persones, de les quals 160 la van rebre dos cops i 16 en 3 ocasions.

### Distribució de concessions per Repúbliques
- RSFS de Rússia - 9.760 concessions
- RSS d'Ucraïna - 3.651 concessions
- RSS del Kazakhstan - 1.803 concessions
- RSS de Geòrgia - 1.301 concessions
- RSS de l'Uzbekistan - 922 concessions
- RSS de l'Azerbaidjan - 577 concessions
- RSS de Belarús - 549 concessions
- RSS del Tadjikistan - 410 concessions
- RSS del Turkmenistan - 323 concessions
- RSS del Kirguizstan - 275 concessions
- RSS d'Armènia - 225 concessions
- RSS de Moldàvia - 199 concessions
- RSS de Letònia - 165 concessions
- RSS de Lituània - 163 concessions
- RSS d'Estònia - 137 concessions.

## Disseny
Consisteix en una estrella de 5 puntes en or, amb els raigs plans. Al centre de l'estrella apareixen la falç i el martell. El revers és llis, i porta la inscripció ГЕРОЙ СОЦИАЛИЧЕСКОГО ТРУДА (Heroi del Treball Socialista).
Penja d'una placa rectangular de seda vermella, de 15mm d'alt i 19,5mm d'ample, amb marc d'or a dalt i a baix, on està fixat el cargol de subjecció.
La distància del centre a la punta del raig és de 15mm, i el diàmetre de la circumferència de l'estrella és de 33,5mm. Les dimensions de la falç i el martell són de 14 i 13mm. Pesa 15,25 grams.